# キン肉マンII世の登場人物
キン肉マンII世の登場人物（キンにくマンにせいのとうじょうじんぶつ）では、ゆでたまごの漫画およびテレビアニメ作品『キン肉マンII世』に登場するキャラクターについて解説する。記事が分割された人物はリンク先、前作『キン肉マン』から引き続き登場している人物に関しては、キン肉マンの登場人物も合わせて参照。『キン肉マンII世〜オール超人大進撃〜』に登場する人物についてはキン肉マンII世〜オール超人大進撃〜#登場人物を参照。

## 新世代正義超人

### ヘラクレス・ファクトリー一期生
キン肉万太郎 
声 - 小野坂昌也
本作の主人公。伝説超人キン肉スグルとビビンバの息子。父同様、普段はアホでスケベかつ臆病だが、友情に厚く、人の涙や友の危機を見過ごせない性格。父と同じく火事場のクソ力を持っており、発動すると額に「肉」の字が現れる。
テリー・ザ・キッド 
声 - 森川智之 / 吉竹範子（幼年期）→野中藍
伝説超人テリーマンと翔野ナツ子の息子。当初、地味で超人界に十分な名を残していなかった父に疑念を抱き反発する顕示欲の強い性格だったが、徐々にの父の偉大さに気付き、テリー一族の技を使いこなしていく。
セイウチン 
声 - 松尾銀三（劇場版第1作）→山崎たくみ（TVシリーズ以降）
セイウチ族の超人で万太郎をアニキと慕う。総合成績は劣るものの、格闘技術ではガゼルマンを上回る。心優しい性格のため、闘いではその実力をあまり発揮できない。
ガゼルマン 
声 - 増谷康紀
ガゼルのような俊敏な肉体を持つ超人。H・Fを首席で卒業しながら、その後の活躍があまりない。当初はエリート意識の強いキザな性格で、真面目に使命を果たしていたが、万太郎に影響されて不真面目になり、共に夜遊びをするようになった。
ジ・アダムス 
声 - 乃村健次
出身地 - アメリカ・カリフォルニア州 / 身長 - 204cm / 体重 - 115kg / 年齢 - 14歳 / 超人強度 - 85万パワー
空飛ぶ円盤のような帽子や肩当てを装着している超人。真面目な性格であり、二期生入れ替え戦にて他の仲間が自堕落な万太郎たちを見限っても、最後まで万太郎を擁護した。一期生の中ではナンバー4の成績を残し、東北地区を防衛している。
元々は『キン肉マン』の終盤で発表された読者考案の超人で、その時の名前はザ・アダムスだった。名前の由来はアダムスキー型UFO。得意技は「三角絞めフランケンシュタイナー」。
アポロンマン 
声 - 佐藤浩之
出身地 - ギリシャ / 身長 - 185cm / 体重 - 120cm / 超人強度 - 87万パワー
緑色の長髪を持つ超人。関東地区を防衛している。二期生入れ替え戦では万太郎の醜態に愛想を尽かしてゴージャスマン、ナムル、ジャイロとともにスカーフェイスのセコンドに付き、「悪行超人に手を貸すような軽率な行為」をした罪で一週間H・Fで地獄の特訓を受け直すことになる。
元は『キン肉マン』の終盤で、ジ・アダムスらと共に発表された超人だったが、本作で新世代超人として採用された。得意技は「パワーボム」。
バーバリアン 
声 - 山崎たくみ
出身地 - ケニア / 身長 - 200cm / 体重 - 120kg / 超人強度 - 80万パワー（カードゲームでは85万パワー）
中部近畿地区を防衛する超人。大阪がナイトメアズに襲われたときに駆けつけるが、レックス・キングに惨殺される。アニメ版では大阪城に投げつけられるが、生存し劇場版にも登場している。
彼もアポロンマンらと同じく前作の終盤で発表され、本作で採用された。発表当時の名前はANIMAL MAN（アニマルマン）。学研の図鑑『キン肉マン「超人」』では、獣のようなファイトからその名前で呼ばれると設定づけられている。
ジャイロ 
出身地 - オーストラリア / 身長 - 193cm / 体重 - 102kg / 超人強度 - 91万パワー
普段は中国地区を担当する超人。2000年に続く16年ぶりの沖縄サミットを警護するために訪れていた沖縄で、ボーン・コールドにハントされ死亡する。アニメでは対面せず生存している。得意技は「ジャイロ・ストレッチ」。
ナムル 
出身地 - 韓国 / 身長 - 185cm / 体重 - 98kg / 超人強度 - 86万パワー
マスクをつけた超人。四国地区の防衛を担当。作中台詞が一言しかない。
ゴージャスマン 
声 - 大場真人
出身地 - アメリカ・ヒューストン / 身長 - 220cm / 体重 - 185kg / 超人強度 - 87万パワー
普段は九州沖縄地区を防衛している。大阪がナイトメアズに襲われた時に駆けつけるがチェック・メイトに敗れる。豪華なコスチュームをまとっているが、それを万太郎に貸すなどお人好しな一面も持ち合わせる。「究極の超人タッグ編」では恋人のことを案じるシーンがある。
関連本では「強さだってゴージャスだぜ」と意気込んでいるが文庫版では「見た目はゴージャスだが実力は貧相」とさんざんな評価だった。
彼もアポロンマンらと同じように前作の応募超人だった。
サムゥ 
声 - 稲田徹
出身地 - インド / 身長 - 170cm / 体重 - 95kg / 超人強度 - 65万パワー
万太郎たちと同期だったが、卒業試験でラーメンマンに敗北。ケンカ殺法が得意。究極の超人タッグ編では万太郎たちが過去に行くためのサポートとして登場。
前作の読者応募の超人で、当時の名前はキラー・アラビアン。
カナディアンボーイ 
声 - 大場真人
出身地 - カナダ / 超人強度 - 66万パワー
カナディアンマンの息子。ヘラクレスファクトリーの最終試験に到達できなかった。
【プロフィール】
- 家族 - カナディアンマン（父）

スペシャルマンJr. 
声 - 増谷康紀
出身地 - アメリカ東部 / 超人強度 - 65万パワー
スペシャルマンの息子。アメリカ東部出身。悪行超人アナコンダが化けていたが、本人も別に実在する。どこで入れ替わっていたのかは不明。カナディアンボーイと同様、最終試験に到達できずに終わる。
【プロフィール】
- 家族 - スペシャルマン（父）

パントマイマー 
万太郎たちと同期のスペイン出身新世代超人。サムゥと同様、最終試験で失格に終わる。
彼もアポロンマンらと同じく前作の終盤で発表され、本作で採用された。名前は前作で発表されたもので、本作では表記されていない。

### ヘラクレス・ファクトリー二期生
ジェイド 
声 - 野島健児 / 折笠富美子（幼年期）
伝説超人ブロッケンJr.の弟子（シューラァ）。真面目でストイックな性格。師匠同様「ベルリンの赤い雨」を使用可能。後に万太郎たちの仲間となる。
スカーフェイス / マルス 
声 - 乃村健次
H・Fに潜入したd.M.pの残党。規格外の強さを誇ったが、万太郎に敗れる。後に正義超人入り。
クリオネマン 
声 - 高崎拓郎
出身地 - ロシア / 身長 - 230cm / 体重 - 73kg / 超人強度 - 95万パワー、107万パワー
クリオネの化身超人で海洋生物を取り込む半透明のゼリーボディをしている。性格は傲慢でエリート意識が強く、守るべき対象であるはずの人間を冒涜するなど、過激な主張や言動が多く、二期生最強を自負。スカーフェイス曰く「二期生で一番の洒落者」らしく、万太郎との準決勝の際も、その性格を大きく表している。
ヘラクレス・ファクトリー一期生VS二期生入れ替え戦の一回戦でセイウチンと対戦・勝利。準決勝の万太郎戦では隠してある臓器が露出してしまったために（原作では万太郎の血、アニメ版では試合会場にいた蛸の墨）反撃を受け、最後はイ・ロ・ハ地獄巡りを喰らい敗北。万太郎との対戦の中、仲間からのエールを受ける万太郎を見て孤独感に襲われ、戦意喪失しかけるが、ジェイドのエールを受けて立ち直り、試合後には、そのことについて彼に涙ながらに礼を言い「試合には負けたが、もっと大きなものを得ることができた」と語っていた。
得意技は「ソーラーエナジーヒート」「x・y・z（エグザイズ）クラッシュ」「ビッグ・フィッシュ・ボーン」「ゼリー・ボディ・インパクト」。笑い声は「キョキョー」「キョカー」。
原作では入れ替え戦以後出番はないが、アニメオリジナル編では定食屋からデッドシグナルと共に、万太郎とバロン・マクシミリアンの試合を観戦していた。
学研の図鑑『キン肉マン「超人」』では悪行超人に分類されている。
第1回キャラクター人気投票では第17位（バッファローマンと同着）、第3回キャラクター人気投票では第19位にランク入りしている。
【異名】
- 流氷の妖精
- 流氷の天使
- 柔軟性抜群のゼリー・ボディ

デッド・シグナル 
声 - 稲田徹
出身地 - 日本 / 身長 - 213cm / 体重 - 692kg / 超人強度 - 80万パワー、104万パワー
交通標識の化身超人。顔の交通標識（トラフィックサイン）で相手を標識通りの行動しかできなくすることができる上、自然現象や幻術なども操れる。非常に交通ルールにうるさく、交通標識を見ると遵守する癖がある。人間を規律でがんじがらめにしようという考えを持っていた。多少過激ではあるものの交通ルールで縛ることによる社会の平和を目指すという、彼なりの正義超人としての思想も持ち合わせている。
ヘラクレス・ファクトリー一期生VS二期生入れ替え戦の一回戦で万太郎と対戦。最終的にはキン肉バスターで敗れる。アニメ版では万太郎を攻撃するため通りすがりの犬を利用する卑怯な面もあった。
得意技は「NASTY DROP（ナスティドロップ）」「死の踏切り（デッドレイルロード）」「標識丸鋸（サインまるのこぎり）」。笑い声は「グギガー」。
以後の動向はクリオネマンと同様。
第3回キャラクター人気投票では第20位にランク入りしている。
【異名】
- 路上のケンカ王

### 超人オリンピック本戦・予選出場超人
ヒカルド 
声 - 森川智之
ブラジル出身の超人。正義超人の心と、悪行超人の心を持つ多重人格超人。
イリューヒン 
声 - 遠近孝一
ロシア出身のロボ超人。飛行機遺伝子によりあらゆる飛行機に変形する能力を持つ。後に万太郎の仲間になる。
バリアフリーマン 
声 - 川津泰彦（ニルス） / 島田敏（ジージョマン）
スウェーデン出身の超人。若き超人ニルスと寝技の達人ジージョマンが合体した超人。後に万太郎の仲間になる。
ウォッシュ・アス 
声 - 長嶝高士
出身 - 古代インカ / 身長 - 206cm / 体重 - 181Kg / 超人強度 - 115万パワー
伝説超人ベンキマンの弟子。1回戦で万太郎と対戦。様々なギミックを有した洋式トイレ型の身体をしている。
得意技は「魔境のトイレ流し」「ウォッシュ・アス・シャワー（アニメ版では腰につけたトイレットペーパーが鉄製となり相手を攻撃する「ウォッシュ・アス・ペーパー」に変更）」。笑い声は「ヒャイヒャイ」。
第2回キャラクター人気投票では第14位にランク入り。
【肩書き】
- ベンキマンの一番弟子

【異名】
- 古代インカの怨念
- インカに咲く桜花

レゴックス 
声 - 江川央生
出身 - オランダ / 身長 - 261cm / 体重 - 289Kg / 超人強度 - 132万パワー
体のブロックを自在に組み替えて攻撃する。主食もブロックである。アニメでは名前が変更され「ブロックス」に、デザインもコンクリートブロックを思わせる風貌になった。2回戦でケビンマスクに弱点のコアブロックを破壊されて敗北する。
得意技は「ブックエンド・クラッシュ」「センセーショナル・クローン」。笑い声は「ガゴガゴ」。
第2回キャラクター人気投票では第8位にランク入り。
【異名】
- 処刑要塞
- 恐るべきレゴプレイ
- 組み換え自在の模倣超人

デストラクション 
声 - 乃村健次
出身 - イラク / 身長 - 253cm / 体重 - 210Kg / 超人強度 - 120万パワー
アトラスオオカブトの超人。流血するほど戦況を冷静に判断できるパワーファイター。頭部の3本の角は攻撃だけでなく、レーダーにもなる。1回戦でプリクランを倒すも、2回戦で3本角の1本を自ら折ってしまったためイリューヒンに敗れる。
得意技は「アバランチャークラッシュ」「ツイスター・アンテナ」。笑い声は「グロロ〜」。
第2回キャラクター人気投票では第13位にランク入り。
【異名】
- 砂漠の破壊王
- 砂漠の破壊神

チヂミマン 
声 - 田中大文
出身 - 韓国 / 身長 - 207cm / 体重 - 146Kg / 超人強度 - 115万パワー
テコンドーの技を得意とする超人。額に「韓」の文字がある。
1回戦で極限状態のケビンマスクを追い詰めるが、大渦パワーを開放したケビンマスクに敗北。
得意技は「ソンロンタン・フィリップ」「蹴術・石鍋割り」。
第2回キャラクター人気投票では第15位にランク入り。
【異名】
- ブルーチリペッパー

ザ・摩天楼 
声 - 増谷康紀 / 野田順子（幼年期）
出身 - アメリカ / 身長 - 278cm / 体重 - 790Kg / 超人強度 - 130万パワー
高層ビルのような巨体を誇る超人。1回戦でヒカルドに敗れる。アニメでは幼少時背が低いことを悩んでいたが、テリー・ザ・キッドの勧めで牛乳を飲み、お陰で大きくなれたというエピソードが描かれた。
得意技は「ハイクレイパー・ボム」。笑い声は「アポポー」。
プリクラン 
声 - 山崎たくみ
出身 - クロアチア / 身長 - 183cm / 体重 - 473Kg / 超人強度 - 103万パワー
プリクラのような体をしている超人。女口調で柔らかな物腰だが、相手をプリクラに閉じ込め、握り潰す残虐な技を使う。アニメでは名前が「プリントマン」に変更されている。
1回戦にてその技でイラクサポーターを消され、怒り心頭に発したデストラクションにアバランチャークラッシュで倒される。原作では胴体を3つに切られ、中には内臓が詰まっていたが、アニメでは機械の体で、握り潰されスクラップになった。
得意技は「スマックダウン・ピクチャー」。笑い声は「リリルラー」。
第2回キャラクター人気投票では第12位にランク入り。
【異名】
- クロアチアの星

ザ☆農村マン 
声 - 長嶝高士
出身 - 日本 / 身長 - 185cm / 体重 - 92Kg / 超人強度 - 80万パワー、95万パワー
畑仕事や家族の世話に忙しく、H・Fに入学できなかった過去を持つ隠れた実力者。そのため超人オリンピックで家族のために有名になろうとしていたが日本代表の予選で万太郎と対戦し敗北を喫する。
決勝戦では万太郎のスパーリングパートナーおよびセコンドを務めた。作者ゆでたまごはお気に入りの超人であり、以後アイドル超人入りさせるか悩んだと語る。
ミートでも万太郎に習得させることができなかった「脱穀スープレックス」や「肉のカーテン」を簡単に習得させたことから「隠れた名伯楽」と評されている他、戦術眼にも長けている。
しかし、万太郎が彼の指示に従えなかったことが災いし、万太郎は「マッスル・ミレニアム」を破られてケビンに「ビッグベン・エッジ」で敗北。その後、万太郎から謝罪され、ミートからも労いをかけられた（アニメでは万太郎が「マッスル・G」で逆転勝利を収めており、該当場面はない）。
得意技は「脱穀スープレックス」「稲刈りソバット」「ストローハット・リバァルブ」など。口調は「〜ズラ」「ニョホ〜」。
原作ではシャツに「JA」と書かれていたが、アニメ版では「こめ」に変更。『ULTIMATE MUSCLE 2』では無地であった。
第3回キャラクター人気投票では第18位にランク入りしている。
【異名】
- ハングリー精神の持ち主
- 田舎っぺ大将

EZOマン（エゾマン） 
出身 - 日本・北海道 / 身長 - 203cm / 体重 - 164Kg / 超人強度 - 70万パワー、83万パワー
北海道のマスクを着け柔道着を着ている超人。性格は温厚で人格者。最終競技にて父をパートナーに選び、その後競技中に（父のミスから）失格となるが、父を責めることはしなかった。
究極の超人タッグ編にて、時空船建造に参加。
父は九州のマスクを着用した九州マン。
パワーコマンド・ジョー 
声 - 増谷康紀
出身 - リビア / 身長 - 205cm / 体重 - 190Kg / 超人強度 - 114万パワー
血の気が多く好戦的な性格の超人。第三予選のビーチフラッグスでイエイ!にてイリューヒンを罵倒したために惨殺される。その後復活していた。
得意技は「コマンドー・シェル」。
【異名】
- 血の気漲る野蛮超人

マッド・ペンギン 
出身 - アルジェリア / 身長 - 202cm / 体重 - 139Kg / 超人強度 - 104万パワー
第三予選にてイリューヒン、パワーコマンド・ジョーと争った超人。同じくイリューヒンを罵倒したために惨殺される。笑い声は「ケカケカケカ」。
究極の超人タッグ編では顔のデザインが変わって登場。イケメンに買収され、彼専用の豪華な部屋を作らされた。
バナナマン 
声 - 森川智之
出身 - 台湾 / 身長 - 190cm / 体重 - 87Kg / 超人強度 - 100万パワー
超人オリンピック第三予選にて万太郎と争った超人の一人。得意技「バナナ・ピール」でザ・軍艦魔鬼と万太郎を妨害するが裏目に出る。語尾に「〜バナナ」と付く。
子持ちであり、究極の超人タッグ編では息子との別れに不安を感じる描写がある。
ザ・軍艦魔鬼（グンカンマキ） 
声 - 山崎たくみ
出身 - カナダ / 身長 - 196cm / 体重 - 133Kg / 超人強度 - 44万パワー
超人オリンピック第三予選にて万太郎と争った超人の一人。得意技は「センセーショナル・スシペーパー」。
バアロノス 
声 - 増谷康紀
出身 - ギリシャ / 身長 - 210cm / 体重 - 152Kg / 超人強度 - 110万パワー
超人オリンピック第三予選にてテリー・ザ・キッド、ジェイドと争った超人。得意技「サンド・ウォール」で2人を妨害するが、逆襲に遭い敗退する。
マッドスケルトン 
声 - 増谷康紀
出身 - ドイツ / 身長 - 188cm / 体重 - 102Kg / 超人強度 - 105万パワー
超人オリンピック最終予選まで残った超人。威勢の良いパートナーと組むが急斜面にて脱落。
イフリートマン 
出身 - ロシア / 身長 - 190cm / 体重 - 168Kg / 超人強度 - 111万パワー
超人オリンピック最終予選まで残った超人。プリクランを妨害するが、スマックダウン・ピクチャーの餌食にされてしまう。
究極の超人タッグ編では復活し、時空船建造を手伝っていた。口から火を吹くことができる。
ザ・スネークアイ
出身 - ザンビア / 身長 - 182cm / 体重 - 289Kg / 超人強度 - 180万パワー
超人オリンピック最終予選まで残った超人。イフリートマンと共にプリクランを妨害したため、スマックダウン・ピクチャーをくらう。
スタンプ公爵 
出身 - モナコ / 身長 - 202cm / 体重 - 135Kg / 超人強度 - 130万パワー
超人オリンピック最終予選まで残った超人。巨大なスタンプを持っており丸木橋をそれでクリアしたが、予選通過まではいかなかった。
究極の超人タッグ編においては、スタンプで鉄を叩いて時空船建造を手伝っていた。
ニットマン 
出身 - ジンバブエ / 身長 - 186cm / 体重 - 78Kg / 超人強度 - 70万パワー
超人オリンピック最終予選まで残った超人。頭部にニット帽を被っている。得意技「ニットキャッチマフラー」で相手を妨害するが予選通過はできなかった。
マリュウ
出身 - マレーシア / 身長 - 241cm / 体重 - 260Kg / 超人強度 - 122万パワー
超人オリンピック最終予選まで残った超人。イリューヒンを妨害するが、返り討ちに遭う。
Mr.ガッチャ 
声 - 置鮎龍太郎
出身 - ベルギー / 身長 - 220cm / 体重 - 400Kg / 超人強度 - 100万パワー
超人オリンピック最終予選まで残った超人。チェック・メイトを妨害する際に放ったが彼のパートナーであるシンヤに直撃し、倒れたシンヤを守るためにチェック・メイトが予選を棄権することになる。その後、万太郎の復讐に遭い、予選敗退する。
得意技は「ブリッツガッチャ・ボーン」。
キング・キャッスル 
声 - 森川智之
出身 - ドイツ / 身長 - 260cm / 体重 - 750Kg / 超人強度 - 130万パワー
超人オリンピック最終予選まで残った超人。ケビン&クロエ組を妨害するが、ツープラトンで頭を蹴り砕かれ予選失格。
カイザームーン 
出身 - マレーシア / 身長 - 239cm / 体重 - 158Kg / 超人強度 - 103万パワー
超人オリンピック最終予選まで残った超人。顔面は三日月形マスクになっており、両先端が爪のように伸びる。額の青い三日月はその形を整える砥石。ケビン&クロエ組とともにゴール寸前まで行きかけた陰の実力者だが、ツープラトン「ダブル・スタナー」によって顔面を破壊された。
究極の超人タッグ編にて、時空船建造に参加。破壊された顔面に修理の跡があった。
ザ・コースターマン 
出身 - メキシコ / 身長 - 202cm / 体重 - 350Kg / 超人強度 - 130万パワー
超人オリンピック最終予選まで残った超人。イケメン・マッスルに買収されており、万太郎&米男組を脱落させようとするが、逆に彼らをゴールさせる手助けをしてしまう。
得意技は「処刑ローラーコースター」。
【異名】
- 地獄のレール職人
- 地獄へ誘う通り道

## 悪行超人

### d.M.p（デーモン・メイキング・プラント）
ボーン・キラー / ブラッド・キラー 
声 - 若本規夫
出身 - ペルー / 身長 - 197cm / 体重 - 148Kg / 超人強度 - 123万パワー（カードダスより）
西洋の兵隊のような悪行超人。パワータイプの超人。ラーメンマンのもとで修行中の万太郎を襲撃するものの、ラーメンマンを倒され怒り心頭に発した万太郎に敗れ去る。
アニメでは名前がブラッド・キラーに変更されており、誤って地球にやってきた万太郎と遭遇し闘った。逃げ回っていた万太郎相手に有利に戦局を進めていたが、母の手作りカルビ丼を踏みにじんだことで万太郎を怒らせて火事場のクソ力を発動させ、キン肉バスターで敗れた。得意技は「ボーン・クラッシュ・クロス（アニメではクロス・クラッシュ）」。アニメ版では「ブラッド・ボンバー」も使用する。
前作の読者応募超人で、その時の名前はウィザードマン。学研の図鑑『キン肉マン「超人」』では、ボーン・キラーがかつて名乗っていた名前とされている。学研の図鑑『キン肉マン「技」』では、『キン肉マン』のランペイジマンと似た技を使うことから、その系譜を受け継いでいる可能性があると解説されているが、嶋田は「何も関係はありません」と語っている。
【異名】
- グラッジハンター

アナコンダ 
声 - 稲田徹
出身 - インド / 身長 - 最長560cm / 体重 - 900Kg / 超人強度 - 109万パワー（カードダスより）
伸縮自在の蛇のような胴体と機械の身体を持つ悪行超人。スペシャルマンJr.に扮装し万太郎を襲撃。頭部が高い位置にあるためキン肉バスターがかけられず、絞めつけ攻撃で万太郎を苦しめるが、キッドのピーナッツ攻撃によりボディをへこまされ、そこから駆け上がったことで頭部をロックされキン肉バスターを受け敗北する。得意技は「魔女鞭の嬲打ち」「蛇胴監禁囲い」。
前作の読者応募超人で、その時の名前はスネイカー・キング。学研の図鑑『キン肉マン「超人」』では、この名前はアナコンダの異名とされている。
【異名】
- 蛇超人

ケビンマスク 
声 - 置鮎龍太郎
伝説超人ロビンマスクの息子。父のスパルタ教育に耐え切れず、家出し悪行超人に入るが後に離反、フリーの超人となる。孤高の一匹狼的存在。
テルテルボーイ 
声 - 西村朋紘
出身地 - 香港 / 身長 - 198cm / 体重 - 240kg / 超人強度 - 110万パワー
携帯電話型のボディを持つ機械超人。そのまま電話機としての機能を持っており通話もできる。礼儀正しい一面があり、電話で万太郎との対決の会場を予約した時は敬語を使っていた。水などの液体が弱点。万太郎のデビュー戦の相手であり、原作では万太郎ボム、アニメではキン肉バスターで敗れる。瀕死の重傷を負ったところをMAXマンに蹴り飛ばされ、破壊された。超人の平均体重は約190kgだが、作中での万太郎との試合でミートは彼のことを軽量級と言っている。得意技は「トラウマボイスダイヤル」「断刀アンテナ」「摩天楼パワー・ボム」。アニメ版では「電磁ストラップ」「断刀アンテナ＆電磁ストラップ」も使用する。
アニメ版では初登場時にはMAXマンと一緒に万太郎にTシャツを売ろうとするなどノリの良いキャラクターとなっており、顔文字も多用するなど少しお茶目な面が窺えた。また、彼が歌うテーマソング「ハロー!テルテルボーイ 〜テルテルボーイのテーマ〜」があり、サウンドトラック『キン肉マンII世 歌と音楽集』に収録されている。
【肩書き】
- d.M.p 血の気の多い3人組

【異名】
- 恐怖の電話魔
- トラウマを呼ぶ精密機械

MAXマン（マックスマン） 
声 - 稲田徹 / 野中藍（幼年期）
出身地 - アメリカ・アトランタ / 身長 - 217cm / 体重 - 154kg / 年齢 - 18歳 / 超人強度 - 115万パワー
悪魔六騎士スニゲーターの孫。正体を明かすまではシャドウと呼ばれていた。仲間であるテルテルボーイが瀕死になった時は見限って蹴り壊すなど残虐な性格。数多くの変身ができる故に器用貧乏だった祖父の反省を元に、父の指導によりスニーカーのみに焦点を絞った完成度の高い変身を極めた。得意技は「トランスフォーム・スニーカー」によりスニーカーに変形し、相手に激突する「ビッグブーツ・インパクト」。他に「フランケンシュタイナー・MAX」「MAXシュート」がある。
セイウチンと対戦し、彼の優しさを利用した不意打ちで戦局を有利に進め最終的に勝利するが、完璧なスニーカーを目指していた故に潔癖症になっている。スニゲーターから続くキン肉マンに対する恨みの強さから万太郎を強打させたが、セイウチンとの友情パワーにより立ち直り、潔癖症の弱点を突かれウンコ塗れにされて動揺させられ、最後はキン肉バスターに捉われ敗北。サンシャインたちによればMAXマンやテルテルボーイの実力はd.M.pでは並程度とのこと。
名前は登場当時流行していたスニーカー「エア・マックス（AIR MAX）」から。
【プロフィール】
- 家族

- スニゲーター（祖父）
- スニゲーターJr.（父）

【肩書き】
- d.M.p 血の気の多い3人組

【異名】
- 執念の瞳

スニゲーターJr.
声 - 増谷康紀
悪魔六騎士スニゲーターの息子。父の死をリングサイドで見取ったが、生まれつき身体が弱かったため、父の仇を息子・MAXマンに託し、彼を悪行超人軍入りさせ、自ら鍛えることでスニーカー一本の変身に叩き込んだ。しかし、親子三代にわたる恨みも友情パワーに敗北した。
レックス・キング 
声 - 太田真一郎
出身地 - アメリカ / 身長 - 203cm / 体重 - 217kg / 超人強度 - 100万パワー、118万パワー
悪魔超人首領サンシャインが手塩にかけて育てたナイトメアズNo.1。恐竜の化身超人。頭部は実はカモフラージュであり、右腕のジュラシック・ハンドが本体。
一期生バーバリアンを惨殺し、テリー・ザ・キッドと対戦。恐竜の化身超人なだけに寒さに弱いという弱点を突かれて敗北。カーフ・ブランディングによってジュラシック・ハンドを粉砕された。
サンシャインには強い忠誠心を持っており、劣勢になっても凄まじい執念でキッドに反撃していた。またキッドに倒される際はサンシャインから「やめてくれ！」と命乞いをされており、愛情を受けていたようである。
得意技は右腕をティラノサウルスの頭部に変形させる「ジュラシック・ハンド」、「スケルトン・ブラッシュ・ジョー」、「キル・ザ・1/2（ハーフ）」。
第3回キャラクター人気投票では第16位にランク入りしている。
【肩書き】
- ナイトメアズ No.1

【異名】
- 恐竜超人

チェック・メイト 
声 - 遠近孝一 / 木内レイコ（幼年期）
悪魔超人首領サンシャインが手塩にかけて育てたナイトメアズNo.2。KKD習得編以降、正義超人へ転身。
サンシャイン 
声 - 佐藤正治
d.M.pの悪魔超人首領。ナイトメアズの師。衰退した悪魔超人軍再興に燃える。かつては盟友アシュラマンと共に正義超人と激闘を繰り広げたが、現在その肉体はかなり衰えている。
屍魔王（しまおう） 
声 - 山崎たくみ
出身地 - ブラジル / 身長 - 189cm / 体重 - 102kg / 超人強度 - 6800万パワー
d.M.pの残虐超人首領。d.M.pを設立した中心メンバーであり、指揮能力、戦闘能力、残虐性が高いことから残虐超人を総べている。また、事実上d.M.pを仕切っている。悪魔超人首領サンシャイン率いるナイトメアズ敗北の責任をとらせる形でd.M.pから悪魔超人の勢力を追放しようとするが、必死の抵抗を見せる悪魔超人がアジトの自爆スイッチを押し、建物の崩壊に巻き込まれ消息不明となる。アニメ版では悪魔超人軍をすでに壊滅させたものの、サンシャインにアジトを爆破させられた。
作中で名前は出ていない。
麒麟男（キリンマン） 
声 - 増谷康紀
出身地 - 中国 / 身長 - 250cm / 体重 - 202kg / 超人強度 - 7900万パワー / 必殺技 - 千里脚、四霊パンチ、火炎放射
d.M.pの完璧超人首領。屍魔王と同じ運命を辿る。
d.M.p設立当初の完璧超人首領はネプチューン・キングだったが、その後は麒麟男が継いでいる。ネプチューン・キングから完璧超人軍の首領（ヘッド）を引き継いだ実力者とも紹介されている。
作中で名前は出ていない。
ザ・フラワーダスト 
オランダ出身の花型の悪行超人。d.M.pアジトの爆破後、行方不明。
夜叉夢（ヤシャム） 
出身 - 日本 / 身長 / 175cm / 体重 - 95kg / 超人強度 - 120万パワー / 主な必殺技 - 鏡獅子車
悪行超人。d.M.pアジトの爆破後、行方不明。
ウニボーズ 
出身 - タイ / 身長 - 198cm / 体重 - 130Kg / 超人強度 - 85万パワー
悪行超人。d.M.pアジトの爆破後、行方不明。
ザ・カッター魔王 
出身 - リビア / 身長 - 192cm / 体重 - 114Kg / 超人強度 - 78万パワー
ウニボーズと同時に登場した悪行超人。後に超人オリンピックに参加。
THE・リガニー 
声 - 山崎たくみ
出身地 - アメリカ / 身長 - 210cm / 体重 - 126kg / 超人強度 - 80万パワー、116万パワー
d.M.pの生き残り。プログラマー・田村正和に擬態した状態で凛子を人質に取った後、万太郎と戦うが、マッスル・ミレニアムに敗北。
アニメ版ではH・F二期生登場エピソードの前に登場。田村正和に擬態はせず、万太郎の決め手もキン肉バスターだった。
得意技は「リガニー・クロウ」「クロウフィッシュ・スープレックス」。
【異名】
- 迫りくる悪行外来種

### ノーリスペクト
かつてキン肉星征服を謀った超人たち。詳細はノーリスペクトを参照。
フォーク・ザ・ジャイアント
声 - 森川智之
ハンゾウ
声 - 中井和哉
ボーン・コールド
声 - 檜山修之

### 悪魔の種子（デーモンシード）
ザ・コンステレーション 
出身地 - アイスランド / 身長 - 205cm / 体重 - 123kg / 超人強度 - 820万パワー（作中では700万パワー）
デーモンシードNo.1。体中に星座の模様が描かれており、顔面部分の星座の模様を変化させる「コスモス・チェンジ」によって、あらゆる星座のモデルに変身できる。顔まで覆った全身タイツを着用している。元は人間に町から追い出されそうになっていた覆面超人。
バッファローマンを倒し万太郎と対戦。万太郎のパワーを吸い取り、「マッスル・ミレニアム」を破るものの最後は新必殺技「マッスル・G未完成ver.」の前に敗れる。
得意技は「スターリーナイトシューター」「ヌボア・スープレックス」「パワー吸収」「カイロの紫のバラ」など。笑い声は「カラカラ」。
ゲッパーランド 
出身地 - フランス・マルセイユ / 身長 - 203cm / 体重 - 164kg / 超人強度 - 854万パワー
デーモンシードNo.2。魚の姿をした水棲超人。相手を殺そうとする際には、白目を剥く。分身である「マイクロ・ゲッパー」を産み出すことができる。ハンゾウと対戦するが敗北し、その後恐怖の将により処刑された。元の姿では醜い姿故に人間たちから迫害され虐待を受けていた。元々は大西洋に沈んだ古代アトランティス族の亜種であり、7人の悪魔超人の1人アトランティスと同じ祖先を持つ。
得意技は「ローリング・ウォーター」「パズソーフィン」「マイクロ・ゲッパー」「フィッシャーマンズ・スープレックス」など。笑い声は「ゲッパゲッパ」。
【異名】
- 海底からの刺客

メルトダウン 
出身地 - アメリカ・イリノイ州シカゴ / 身長 - 250cm / 体重 - 567kg / 超人強度 - 954万パワー
デーモンシードNo.3。
イリューヒンと対戦。ミートの腕を釜茹でにしようとし、心理戦で苦しめた。モーターバイクに変形ができ、超人ナビゲーションシステムにより相手の居場所や弱点（肉体の脆い部分）を把握することができる。
超人ナビゲーションが人工衛星からの電波に依存する弱点を突かれ敗戦するが、特設リングを崩落させることによってイリューヒンを道連れにした。
元々は実力者だったらしく、人間たちに虐げられていたところをサタンにスカウトされた模様。
得意技は「ダブルチューブアタック」「デモリッション・ホルン」「超人ナビゲーション」「ダイヴァージョン・サイドカー」。笑い声は「ブロンブロン」。
ザ・タトゥーマン 
出身地 - 日本・北海道 / 身長 - 194cm / 体重 - 210kg / 超人強度 - 860万パワー
デーモンシードNo.4。バリアフリーマンと対戦。和風の超人で、右肘の「奇怪・絡繰り十手」から様々なからくり人形や碾き臼を出現させる。デーモンシード内で唯一引き分けた。元の姿では飲んだくれの生活を送っていた。
得意技は「雪花葬い十手」「羅刹絡繰り人形」「大江戸八百八町落とし」「風雲 いなせ絡み」など。笑い声は「カンラカンラ」。
『週刊プレイボーイ』における初登場時、右腕が十手のみのデザインとなっていた。単行本では修正されているが、回想シーンにて僅かに確認できる。
【異名】
- ”修羅の心”を持つ者
- 悪魔種子刺青男

ボルトマン 
出身地 - ジャマイカ / 身長 - 230cm / 体重 - 408kg / 超人強度 - 1200万パワー
デーモンシードNo.5。体内にプルトニウム電池を持ち、電気を利用した攻撃を繰り出す。突出した巨体と豪快なパワーの持ち主で、実力者のスカーフェイスとケビンマスクを相手に真っ向から力ずくで叩きのめす強さを見せつけた。アシュラマン、サンシャインなどの先輩悪魔超人に対しては敬意を持って接している。トレードマークであるドレッドロックスは、引き抜いて膨らませることによって様々な家電用品に変化する。また胸の中に電子レンジの機能を持つ四角い穴があり、そこに放り込んだ相手を灰も残さず焼き尽くす。定期的に正義超人の血をすすらないと調子が悪くなるらしい。元の姿は肩の部分が電球型の痩せ細った超人だった。
得意技は「テスラコイル」「メガヘルツ・テンペスト」「魔の四角窓（ファタールスクエア）」など。笑い声は「ドヘドヘ」。
再生アシュラマンとのタッグでケビン・マスク&スカーフェイス組を撃破。その後万太郎&ケビンマスク組と対戦するが、ツープラトン攻撃「NIKU⇒LAP」により敗れ、ジェネラルストーンを抜き取られてミイラと化した。
【異名】
- 超人発電所
- 戦慄のエレクトリックパワー
- 鋼鉄熔かすテスラコイル
- 仰天怪力
- 無敗揺るがす雷轟電撃

再生（リボーン）アシュラマン（アシュラマンREBORN）
デーモンシードNo.6。3つの顔と6本の腕を持つ伝説の悪魔超人。かつて正義超人との戦いの中で正義と友情に目覚めたが、再び悪魔側として登場。ベテランレスラーの頭脳に全盛期の肉体、そして強力な新技の数々で正義超人軍をかつて以上に苦しめる。

## 伝説超人（レジェンド）
キン肉マンの登場人物も参照。
キン肉スグル（キン肉マン）
声 - 古川登志夫 / 神谷明（劇場版1作目、ゲーム『キン肉マンII世 新世代超人VS伝説超人』）
万太郎の父にして第58代キン肉星大王。息子には甘く、柔道を幼少期に鍛錬させた以外は全く鍛錬させていなかったため、万太郎からは遊び相手にさせられていたが、彼が超人レスラーとなってからは厳しい一面も見せるようになる。椎間板ヘルニアや老眼などの持病に悩む他、現役時代の過酷さがたたって年齢以上にヨボヨボの身体（筋肉をよせて上げることにより往年の肉体の再現は可能）になりキン肉バスターなどの派手な技は使えないが、関節技の技術と火事場のクソ力は健在。
アレキサンドリア・ミート
声 - 吉田小南美
キン肉星シュラスコ族出身の少年超人。自身を冷凍保存していたため、変わらぬ姿での登場となり、さらにスグルに引き続きその息子の万太郎の世話係を務めることになる。また、あまりにも優秀な頭脳を買われて、キン肉族に養子としてもらわれていたことが判明。
テリーマン 
声 - 田中秀幸
テリー・ザ・キッドの父。普段は牧場を経営し、息子であるキッドを見守っている。
ロビンマスク 
声 - 郷里大輔
ケビンマスクの父にして、またH・F校長でもある。息子であるケビンを厳しく鍛え過ぎたことにより、逃げられてしまう。
ラーメンマン 
声 - 小野健一
中国出身の元残虐超人。万太郎の師匠でもある（原作のみの設定）。H・Fの鬼教官として万太郎たちを新世代超人に鍛え上げた。
ブロッケンJr. 
声 - 川津泰彦
ドイツ出身の元残虐超人。H・F教官にはならず独自に孤児超人であったジェイドを一人前に育て上げた。
ウォーズマン 
声 - 竹本英史 / 堀秀行（ゲーム版）
ロシア出身のロボ超人。悪行超人との戦いに敗れて以後身を隠していたが、超人オリンピックにてケビンマスクのセコンド兼師匠のクロエに扮して登場。以後ケビンのピンチには駆けつけて登場する。機械なので歳はとらない。
バッファローマン 
声 - 乃村健次
元悪魔超人。H・F教官として活躍。デーモンシード編では万太郎を悪魔超人のもとへ行かせるために、一時的にわざと悪魔超人に戻った。
キン肉アタル（キン肉マンソルジャー）
声 - 竹本英史 / 稲田徹（ゲーム『キン肉マンII世 正義超人への道』）
キン肉スグルの兄にしてキン肉万太郎の伯父。キン肉星を離れていたが、甥・万太郎をK・K・D修練に導く。
ザ・ニンジャ 
声 - 平田広明
キン肉アタルの戦友。忍者がモチーフの超人。万太郎のK・K・D取得に協力し、ハンゾウと闘って敗れ、死亡。その後は精神体となって万太郎をサポートした。
ウルフマン（アニメではリキシマン） 
声 - 佐藤浩之
キン肉マンと争った日本代表超人。H・F教官として活躍。
ジェロニモ 
声 - 大場真人
かつて人間だった経歴を持つ超人。H・F教官として活躍。
キン骨マン
声 - 堀秀行
地球侵略を目論み、キン肉マンに敗れたドクロ星超人。ボーン・コールドの父でもある。

## その他の超人
ハラボテ・マッスル
声 - 佐藤正治 / 乃村健次（ULTIMATE MUSCLE）
通称委員長。イケメン、ジャクリーン兄妹の父。万太郎の「K・K・D（火事場のクソ力）」修錬後、長子のイケメンに肩書きを譲る。
イケメン・マッスル
声 - 稲田徹 / 太田真一郎（ULTIMATE MUSCLE）
出身 - ハラボテ星 / 身長 - 190cm / 体重 - 131Kg / 超人強度 - 40万パワー
ハラボテ・マッスルの息子。35歳。万太郎の「K・K・D（火事場のクソ力）」修錬後、父より宇宙超人委員会委員長の座を引き継ぐ。イケメンという名を冠している割には非常に濃い顔つきで、良く言えば昔の色男、ハッキリ言えば暑苦しい顔。彼自身、顔にコンプレックスを持つ。モーツァルトヘアーが特徴だが、実はカツラ。格好良く決めようとするとアナウンスを噛んでしまう。金に目がなく、超人オリンピック編ではその商才を生かして巨額の富をもたらし、超人委員会の再興を果たす。人形好きという一面もあり、世界各国の人形に対して造詣が深い。当初は非常に嫌味全開の傲慢な性格で、トーナメント抽選会の際には万太郎のカプセルだけをひび割れ状態の物にした挙句、そのカプセルが割れ体中に怪我を負う万太郎を見て笑いをこらえたり、激昂していたとはいえ、ヘリコプターを急下降させ、万太郎や米男にまで危害を加えかけるなどの振る舞いをしてきた が、超人オリンピック決勝戦の壮絶な戦いを通して、友情の素晴らしさを知り、感極まって号泣しながら改心の兆しを見せた（このことがきっかけで、父に後継者として認められ始めた）。その後の究極の超人タッグ編では未来の競馬新聞を使って金儲けを企てるが、馬券を購入しようとして、当時使用されていない紙幣を使ってしまったことが裏目に出てしまい、贋金使いとして追われてしまうものの、カオスが不在の間、3代目キン肉マングレートを一時的に演じることになる。初登場時は万太郎を過度に敵視することがあったが、悪魔の種子編では一緒にギャグを担当したり、究極の超人タッグ編では1回戦で逃げ出そうとするカオスに激励の言葉を投げかけるなど、思慮深い人格者として成長を見せる。1回戦終了後には満身創痍の万太郎に肩を貸す場面もあった。また、妹と同じようにラフファイトファンでもあるらしい。
ジャクリーン・マッスル
声 - 野田順子
出身 - ハラボテ星 / 身長 - 175cm / 体重 - 58Kg / 超人強度 - 60万パワー
ハラボテ・マッスルの娘。宇宙超人委員会所属。兄・イケメンとは似ても似つかない美形。さらに爆乳。しかし、気性が激しく血生臭い過激な試合を好む。利益優先にやたらと汚いことをする兄から超人オリンピックの司会権を含めたありとあらゆるものを取り上げてきたこともあって、彼からは「外面如菩薩内面如夜叉」と恐れられている。
決勝戦の万太郎とケビンマスクの試合で、血生臭いことがいかに惨たらしいかを思い知らされたことで考えを改め、自分を庇いながらも惜敗した万太郎を優しく介抱し、後に落ち着いた感じの性格になる。以後はいつの間にか親しくなった凛子と2人で万太郎の支え（そしてツッコミや解説）役に回ることが多くなった。ラフファイトファンとしての一面も姿を潜め、2回戦のカードが決まった際には兄イケメンマッスルがラフファイトファンとして興奮している一方でマシンガンズの試合に注目していた。
頭部にキン肉族と同じように鶏冠があるが、着脱可能であり、就寝時には外している。
ビビンバ
声 - 高木早苗
スグルの妻であり、万太郎の母である。バッキーをも蹴飛ばす程の気の強さも健在。スグルよりは万太郎を正常に教育している。
キン肉真弓
声 - 塩屋浩三
スグルの父であり、万太郎の祖父。前キン肉星大王であり、「真弓先帝」と呼ばれる。威厳も健在。妻・小百合には先立たれてしまっている。
ミンチ
声 - 龍田直樹
出身 - キン肉星 / 身長 - 100cm / 体重 - 38Kg / 超人強度 - 10万パワー
シュラスコ族の長老でミートの実父。超人評議会の最重鎮であり、子供っぽい部分もあるが100歳を超える。万太郎に対し火事場のクソ力修練を提案したが、親子関係をミートに隠さんとしてボーン・コールドに拉致され、殺される。なお、キン肉星の長老たちの中では最も温厚で、平和を願ってキン肉族に預けた後も息子を思い続けた。息子同様、超能力（念動力）を使える。
ミートの実父ということで、逆恨みした悪行超人から依頼を受けたボーン・コールドによって殺害された。
【プロフィール】
- 好物 - りんご飴
- 家族 - アレキサンドリア・レアー（長女） / アレキサンドリア・レバー（次女） / アレキサンドリア・ミート（長男）

【肩書き】
- キン肉星シュラスコ族長老
- 超人評議会（カウンシル）四大長老

シシカバ・ブー
声 - 大場真人
キン肉星のバーベキュー族でキン肉評議会にも参加している。万太郎に監禁縛され、入れ替わられる。
練習超人バッキー
現在のキン肉スグルのスパーリングパートナー。年齢のため衰えたスグルは、キン肉バスターに失敗する。
ギアラ
キン肉スグルの王位即位の直後からのミートに代わる、スグルの側近。即位当時は少年であったため、年齢的に現在では40歳以上のはずであるが、風貌はかなり若い。
スージー 
声 - 斉藤貴美子
セイウチンの母で、通称「おがぁ」。万太郎VSクリオネマン戦以降、ドロシーと共に万太郎のサポーターになり、度々万太郎の応援に駆けつける。東北訛りで、セイウチンのことは「セイちゃん」と呼ぶ。セイウチンが正義超人として働く姿に誇りを持っているが、少しでも曲がった姿を知ったり見たりすると激怒する。リング上まで魚を投げ飛ばせる。
「究極の超人タッグ編」では若い頃の姿で登場。獣と化したセイウチンを改心させるきっかけとなる。
あまり素性は知られていないが相当な実力の持ち主で、伝説超人にも名を連ねているという。
ロバート 
セイウチンの父。セイウチン兄妹が幼い頃にしけ漁に出て死亡。
「究極の超人タッグ編」では、後に妻となる恋人スージーとともに若い頃の姿で登場。
ドロシー 
声 - 広橋涼 / 折笠富美子（ULTIMATE MUSCLE 2）
セイウチンの妹。万太郎がセイウチンの仇であるクリオネマンを倒したことから母共々、万太郎のサポーターとなる。年端の行かぬ頃から兄の学費のために母と共に魚取りを手伝っており、しっかりした性格。兄セイウチンのことを「あんちゃん」と呼ぶ。
ダッツ / トマス
声 - 増谷康紀（ダッツ） / 山崎たくみ（トマス）
キン肉族に仕える付き人。ダッツは顔に2本の縦線があり、トマスは眼鏡が特徴。
トポル
声 - 佐藤朱
ノーリスペクトに父を殺された、キン肉族の少年。メールで万太郎に助けを求めてきた。アニメでは、網走で万太郎たちと直接出会い、試合会場まで道案内をした。
コクモ 
声 - 増谷康紀
出身 - 日本 / 身長 - 187cm / 体重 - 85Kg / 超人強度 - 180万パワー
ザ・ニンジャの一番弟子である忍者。超人特別機動警察隊（アンタッチャブル）隊員としてハンゾウに立ち向かうものの、顔を剥がされて惨殺される。そのことは、ニンジャにとって悔やんでも悔やみ切れないトラウマとなっている。
ノック
宇宙超人委員会のスタッフ。ハラボテ、イケメン両委員長の付き人のような存在。垂れ下がった髪型が特徴。「超人オリンピック編」では職務を忘れるイケメンに突っ込みを入れたこともあった。
「究極の超人タッグ編」にて若い頃が登場、その頃からマッスル家に付いていた。『キン肉マン』の「完璧超人始祖編」以降にも登場する。
ドクターボンベJr.
声 - 麻生智久
超人専門医。名前は関連本より。ドクター・ボンベに敬意を表しており、顔に彼と同じ装飾を付けている。
ガンキュー 
声 - 大場真人
出身 - ブラジル / 身長 - 180cm / 体重 - 97Kg / 超人強度 - 59万パワー
悪行超人のヒカルドに惹かれて弟子入りし、セコンドを務めた超人。一つ目の姿で、視力は8.0。ヒカルドが敗れ去った後も、彼の後を追っていった。
当初はゲイズマンと呼ばれたが、後に変更されている。
ペレ 
声 - 乃村健次
出身 - ブラジル / 身長 - 183cm / 体重 - 102Kg / 超人強度 - 77万パワー
ガンキューと同じくヒカルドに弟子入りし、セコンドを務めた超人。長髪で肌が黒く、悪魔的アイテムとしてヤギの角をあしらった鎧を着用している。ヒカルドが敗れ去った後も彼の後を追っていった。
パシャンゴ 
声 - 麻生智久
出身 - ブラジル / 身長 - 178cm / 体重 - 65Kg / 超人強度 - 90万パワー
ヒカルドに数々の関節技を授けた師匠。「技の聖人」、「関節技の神」の異名をとる。ヒカルドの本性を悪と見抜き、一方的に襲いかかり殺そうとするが返り討ちに遭い惨殺される。
その後はヒカルドの前に幻影として現れ、正義超人でありたいというヒカルドの思いを否定していた。
シウバ 
声 - 野田順子
出身 - ブラジル / 身長 - 120cm / 体重 - 45Kg / 超人強度 - 30万パワー
パシャンゴの弟子。片腕がサソリの尾のようになっている超人少年。ヒカルドのパシャンゴ殺害を目撃し、万太郎とヒカルドの試合でそのことを観客席より伝えた。
ウーゴ 
声 - 乃村健次
出身 - エクアドル / 身長 - 188cm / 体重 - 100Kg / 超人強度 - 72万パワー
パシャンゴの弟子。シウバと共に万太郎VSヒカルド戦に現れた超人。パーマ頭で肌が黒い。ブラジリアン柔術の使い手。
ヒトーデ 
声 - 太田真一郎
出身 - ブラジル / 身長 - 205cm / 体重 - 120Kg / 超人強度 - 95万パワー
パシャンゴの弟子。シウバと共に万太郎VSヒカルド戦に現れた超人。顔にヒトデのようなものがついているのが特徴。寝技のスペシャリスト。
ザ・ガンマン 
出身 - アメリカ合衆国 / 身長 - 180cm / 体重 - 81Kg / 超人強度 - 90万パワー
クロエの下、ケビンマスクのスパーリングに立ち会っていた超人の1人。西部のガンマン風の姿形が特徴。
コローン 
出身 - イギリス / 身長 - 183cm / 体重 - 81Kg / 超人強度 - 47万パワー
ケビンマスクのスパーリングに立ち会った超人の1人。全身から高貴な香水（コロン）の香りを漂わせ、人を魅了する人心掌握術を使用する。
ギガ・ホイール 
出身 - イギリス / 身長 - 192cm / 体重 - 90Kg / 超人強度 - 85万パワー
ケビンマスクのスパーリングに立ち会った超人の1人。身体に歯車を付けているのが特徴。ケビンの未修得のOLAPを破っていた。
アニメでのスパーリングでは、外見が異なる超人が登場している。
クァン 
出身 - 日本（長野県） / 身長 - 135cm / 体重 - 38Kg / 超人強度 - 30万パワー
超人オリンピック終了後、失踪して行き倒れになっていた万太郎を母とともに保護していた少年超人。日本超人を親に持つ。得意技は「クァン・クロー」。読切作品『マッスル・リターンズ』にも登場している。成長が遅い種族で、『マッスル・リターンズ』の頃から変わらず少年の姿をしている。
【異名】
- 万太郎の大ファン

イボンヌ
アシュラマンの妻。夫と共に息子を正義超人として育成していたが、その息子に流れていた悪魔超人としての血までは抑えることができず、息子・シバの手に掛かって殺害されてしまった。すでに故人であるため、アシュラマンの回想にのみ登場。
シバ
アシュラマンとイボンヌの息子。正義超人として育成されていたが、アシュラマンが悪魔超人時代に使っていた衣装や装具を見つけてしまい、それによって膨れ上がった身体に流れる魔性の血を抑えることができず、残虐性を発揮していく。そして、自分を咎めた母を反射的に殺害してしまい、父からの制裁「アルティメット・阿修羅バスター」によって死亡した。アシュラマンと同じく、腕は6本。母同様、アシュラマンの回想のみの登場。

## 人間
二階堂凛子（にかいどう りんこ）
声 - 折笠富美子
白薔薇高校2年A組の生徒。住之江幼稚園の前に捨てられていたところを、園長の二階堂マリが引き取って養女とした。万太郎を「マンタ」と呼び、彼との関係は友達以上、恋人未満。誕生日は9月9日。
原作では未成年でありながら喫煙し、パチンコ店で遊び、その気はないとはいえ出会い系喫茶に行くなどのコギャルであり、万太郎とは入れ替え戦終了後、彼が訪れた出会い系喫茶店で出会った。アニメ版ではプロレス好きな普通の女子高生に変更され、万太郎が地球に着任して間もない頃（d.M.p戦前）に見かけて一目ぼれされ、入れ替え戦前に直接知り合うようになる。
万太郎との出会いをキッカケに彼の仲間たちを始めとする他の超人たちとも交流するようになる。
【異名】
- 情に厚い母想いの少女

前川たまき（まえかわ たまき）
声 - 木内レイコ
白薔薇高校2年B組の生徒。ガングロで金髪という風貌で恵子を金づるにしていたが、凛子の手により3人で行動を共にするようになる。アニメ版では若干色白で茶髪気味の風貌でやや気の強い性格の普通の女の子として描かれ、最初から凛子や恵子と仲が良い。男らしい人（原作ではキッドのファン）が好み。顔に似合わず博学。
恵子（けいこ）
声 - 野中藍
白薔薇高校2年A組の生徒。気が弱く、たまきにカツアゲされていたが、凛子に助けられたことにより、3人で行動を共にするようになる。アニメ版では最初から3人の仲が良く、友達の2人を「ちゃん」付けで呼ぶ、やや天然な性格で幼い女の子として描かれた。優しい人が好み。
ナツ子
テリーマンの妻にしてテリー・ザ・キッドの母。キン肉スグルが即位後、テリーマンの故郷であるテキサスに在住。
非公式戦であるスグルVSテリーを控えてウォーズマン、バッファローマンがスパーリングパートナーを買って出てくれたことに感激し涙した。他にも息子・キッドが初の悪行超人戦であるレックス・キングに勝利した後も涙している。
キッドの幼少の回想シーンにもしばしば登場する。
「究極の超人タッグ編」でも、キッドの事は素性は知らずとも気にかけていた。
二階堂マリ
声 - 井上美紀
元はキン肉スグルの若かりし頃の意中の人だったが、現夫人であるビビンバの登場によりスグルと距離を置くようになり、幼児教育のために海外留学していた。
捨て子であった凛子を養女として育成し、超人オリンピック中にスグルと再会を果たす。年月を経ても外見にあまり変化は見られず、若い容姿を保っている。
「究極の超人タッグ編」でも重要人物として扱われている。
S（スタン）・ハリスン / ボイジャー
声 - 大場真人（ハリスン） / 増谷康紀（ボイジャー）
万太郎とミートが見に来ていたプロレスの悪役レスラータッグ。ジャイアンツ葉歯&三島光春組に勝利し、宇宙一強いと豪語するが、ケビンマスクたちが乱入。ハリスンは、ケビンにビッグベン・エッジをかけられ死亡。ボイジャーは、テルテルボーイのアンテナにより死亡（原作では肉体を切断、アニメでは電撃）。
佐々木米男（ささき よねお）
声 - 竹本英史
裸にふんどし一丁で街中を歩く異様な癖がある人間の男性。男色の気もあるらしい。
肥満体形で汗かきだが、流れるその汗は粘着質を持ち（それを見た万太郎や解説者からは「ナメクジ」とまで言われた）、更には動き過ぎると別人のように急激に痩せるという、特異体質の持ち主。
超人オリンピック予選で万太郎とコンビを組んでからは、熱烈なファンになり最終予選を共に突破した。
その後、ウォッシュ・アスの術中にかかった万太郎の危機を救ったり、ハッパをかけたり、優勝祈願にカルビ丼をおごるなどのサポートぶりを見せる。
実は大企業の会長であるらしく、不景気の中にあっても彼の事業は好調のようである。母親は他界しており、「悪魔の種子編」ではイタコに口寄せしてもらっていた。
【異名】
- 謎多き名サポーター

シンヤ
声 - 増谷康紀
チェック・メイトのファンの青年。超人オリンピック第三予選にてチェックとコンビを組むものの、Mr.ガッチャの攻撃の前に負傷する。
サクラ
声 - 木内レイコ
大阪・新世界の住人。老人で構成されたバリアフリーマンのサポーター。若い女にしか興味がないジージョマンの内面にいち早く気付き、万太郎を応援する。「悪魔の種子編」では北海道観光中にタトゥーマンが襲来して、正義超人となったバリアフリーマンを応援する。その容姿で万太郎にE.T.ばあさんと間違われたことがある。
友和（ともかず）
声 - 乃村健次
大阪・新世界の住人。老人で構成されたバリアフリーマンのサポーター。サクラの夫。「悪魔の種子編」では北海道観光中にタトゥーマンが襲来して、正義超人となったバリアフリーマンを応援する。
アリサ・マッキントッシュ（アリサ・ロビン）
ロビン・マスクと同じ大学に通う婚約者。銀行家の娘。前作の時点では超人オリンピック優勝後の世界サーキットにコンパニオンとして参加した際にロビンと知り合ったと言われていたが、今作では大学時代に知り合っていたと設定されている。強靭な精神力の持ち主である。
『究極の超人タッグ編』では結婚後のため、アリサ・ロビンというフルネームで病室に掲示されている。
ポール・マッキントッシュ
アリサの父。銀行頭取。アンチ超人主義者で、超人をモンスターと見なして目の仇にしており、ロビンとアリサの結婚に反対する。ロビンのギロチン・キング撃退の功績に結婚を了承するが、内心は全然気に入っておらず、事ある毎にロビンを侮辱する発言をしている。「究極の超人タッグ編」においてもアリサの負傷に対する怒りをロビンに向けていたが、アリサのために奮闘するロビンやケビンの姿を見たことにより心境の変化を見せている。しかし、決勝戦でのケビンの残虐さを見てロビンたち超人を激しく非難するなど身勝手なところは変わっていないようである。
バネッサ・マッキントッシュ
アリサの母。ロビンの粗野な振る舞いを見て卒倒していたが、正義超人としてのロビンの行動には感動していた。

## 特別編 〜倫敦の若大将!〜登場人物
ロビンマスク 
オックスフォード大学のラグビー部主将だったが、ラグビーですべてをやり尽くし超人レスリングデビューを決意。しかし恋人であるアリサの父・ポールに「アリサと結婚したくば超人を止めろ」と言いつけられ、人間に「足抜け」する。仮面を捨て、人間となったロビンはポールに気に入られるが、親友であるジョンブルマンが悪行超人ギロチン・キングに惨殺されるのを目の当たりにし、イギリスを守るため超人に戻ることを決意し、テリーマンの協力を得て「仮面（ペルソナ）の貴公子」として復活する。そして第19回超人オリンピック・イギリス国内予選決勝戦に飛び入りで参加。本格的な格闘技経験がなかったこともあり苦戦するが、「タワーブリッジ」でギロチン・キングを破る。
テリーマン 
ロビンマスクの実力を確かめるためにイギリスに来ていた。チンピラに襲われるロビンを助け、復活に一役買った。
ロビンナイト 
ロビンの父。アリサとの結婚のために超人界を抜け、人間になろうとしたロビンを激しく叱る。息子の超人復帰を機に和解した。
ロビンナイト夫人
ロビンの母。ロビン家に伝わる顔面露出型の仮面を装着している。家族思いであり、人間であるアリサにも理解を示していた。
ロビン・グランデ
ロビンの祖父。柔軟な考えの持ち主。ロビンのアリサを愛する気持ちを察し、ロビン家の人間が「足抜け」するときに使うロビンズ・イコンを孫に渡した。自身も、若き日に人間の娘と恋に落ちたことがあるらしい。
【プロフィール】
- 家族 - ロビンナイト（息子） / ロビンマスク（孫） / ケビンマスク（曾孫）

ジョンブルマン 
出身 - イギリス / 身長 - 195cm / 体重 - 113Kg / 超人強度 - 91万パワー
スコットランドヤード（ロンドン警察）・超人課所属の超人警官。ロビンの親友。第19回超人オリンピック・イギリス国内予選において、5分以内に対戦相手を倒すほどの実力者だったが、準決勝でギロチン・キングに斬首され死亡。得意技は「ビーフィーター・スープレックス」。
【肩書き】
- スコットランドヤードの現役警察官

シャーロックマン 
出身 - イギリス / 身長 - 183cm / 体重 - 65Kg / 超人強度 - 69万パワー
正義超人。超人オリンピック予選を勝ち抜くものの、決勝のギロチン・キングを恐れ逃亡。
マクシミリアン 
出身 - イギリス / 身長 - 250cm / 体重 - 228Kg / 超人強度 - 85万パワー
超人オリンピックイギリス予選に出場した超人の一人。ジョンブルマンに一方的に攻められ敗北。試合タイムは4分16秒であった。
スカルクロウ 
出身 - イギリス / 身長 - 192cm / 体重 - 80Kg / 超人強度 - 70万パワー
超人オリンピックイギリス予選に出場した超人の一人。カラスのようなマスクと長い爪が特徴。
ザ・サクリファイス 
出身 - イギリス / 身長 - 195cm / 体重 - 105Kg / 超人強度 - 88万パワー
超人オリンピックイギリス予選に出場した超人の一人。ギロチン・キングにヘタレ呼ばわりされ敗北。
ギロチン・キング 
出身 - イギリス / 身長 - 200cm / 体重 - 320Kg / 超人強度 - 89万パワー
首狩台（ギロチン）ボディを持つ悪行超人。第19回超人オリンピック・イギリス予選に優勝しイギリスの征服を企んでいた。ザ・サクリファイスを倒し、ジョンブルマンを惨殺するが、決勝戦において超人として復活したロビンのタワーブリッジによって真っ二つにされ死亡。得意技は「断末首刈台（だんまつギロチン）」。笑い声は「ギロギロギロ」。
【異名】
- 戦慄の刃
- 紳士超人に紛れた残虐

## 第二部（究極の超人タッグ編）登場人物

### 究極の超人タッグ出場超人
キン肉マンのタッグも参照。
カオス・アヴェニール
孤児院「がきんちょハウス」の前で拾われた少年。重度の超人オタク。万太郎のパートナーとして究極の超人タッグに出場する。
ライトニング
出身 - アヴェニール星
時間超人1号でリーダー格。冷静で狡猾な性格の技巧派タイプ。笑い声は「ジョワジョワジョワ」。得意技は「ライトニングカッター」「フォーポイントインパクト」。両足を組み合わせることで「死時計の刻印」の針部分に変形させる。単独でも使用可能。
かつては未知の惑星にあるアヴェニール王国にて誕生した時間超人の一人だったが自らの力を悪用し、サンダーとともに王の息子であるカオス以外の国民を全滅させ、20世紀にタイムワープしトロフィー球根奪取を目論む。
ジ・アドレナリンズと戦いの中、オーバーボディを脱ぎ真の姿であるキラーエリートバージョンに変身した。得意技も「ボイリングシックル」に変更。また初登場時はビキニパンツを履いていたが、後にスパッツに変更されていた。
サンダー
出身 - ポピュ星
時間超人2号。ライトニング同様狡猾だが力押しで攻めるタイプ。ほとんどの攻撃を物ともしない頑強な肉体と、それに見合う怪力を併せ持つ。笑い声は「ヌワヌワヌワ」。普段はファスナーが付いたオーバーボディを着ており、その素顔は獅子のような顔で、ギリシャ神話の戦士のような衣装をしている。左の肩当ては巨大な爪「リオン・フィンガー」として使用する。左手を伝説破壊鐘の鐘の部分に変形できるが、ジェロニモのアパッチの断末魔により破壊される。得意技は「カラミティー十字架（クロス）」「獅子の威信」。
ライトニング、サンダー共に「エヴォリューションマウスピース」を口に装着することにより、コンマ一秒ほど先の未来に時間移動ができる「アクセレイション」が使用可能。
ネプチューンマン 
かつて地球征服を目論んだ完璧超人の首領。後に正義超人に転向。第2部「究極の超人タッグ」編にて過去に向かった万太郎たちの前に現れ、セイウチンとコンビを組む。
マンモスマン
かつてキン肉星王位争奪戦でキン肉マンスーパー・フェニックスの手下として戦った超人。王位争奪編より前になる「究極の超人タッグ」編にてウォーズマンの手により目覚めさせられる。
マイケル
ヘルズベアNo.1。テディベアの姿をしている。無邪気かつ気前のよさそうな印象を受けるがそのファイトは残虐。
2回戦にて、その正体はマンモスマンと判明した。
マイケルおよびベルモンドの読者投稿時の名前は「テディ・ザ・ジャイアント」であり、外見も少し異なる。
ベルモンド
ヘルズベアNo.2。同じくテディベアの姿。マイケルと同じく無邪気だが、それゆえにやや悲惨な目に遭うことが多い。
1回戦にて、その正体は21世紀から密航してきたウォーズマンと判明した。
オルテガ 
出身 - メキシコ / 身長 - 180cm / 体重 - 92Kg / 超人強度 - 130万パワー
覆面をかぶった小柄な体格で、空中殺法使いの悪行超人。モアイドンとカーペット・ボミングス（絨毯爆撃隊）を組んで出場。過去に正義超人のスカイマンと3人タッグを組んでのタッグ選手権で優勝した経歴も持つ。宇宙超人界制覇の野望を持っている。得意技は「サマーソルトグランドスラム」。
2回戦でザ・マシンガンズと対戦し、キン肉マンの優しさを突き、骨の抜けた左腕を攻める。最期はモアイドンともども左腕が復活したキン肉マンにラリアットを食らい吹っ飛び、そのままマッスルドッキングの餌食になり、リング下に落下しリングアウト失神KO負けした。
笑い声は「マモマモマモ〜ッ」「タ〜ッタタタ」「キカキカ」「リヒリヒ」「ゾビィゾビィ（『週刊プレイボーイ』掲載時）」」「ドフィドフィ」とシリーズ中最多で、登場する度に変わっている。
【個人タイトル歴】
- 宇宙超人ルチャ クルーザー級チャンピオン

【異名】
- 無重力ファンタジスタ

モアイドン 
出身 - チリ（イースター島） / 身長 - 270cm / 体重 - 980Kg / 超人強度 - 300万パワー
モアイを積み重ねたような大柄な体格を持つ悪行超人。オルテガとタッグを組んで出場。基本的に粗暴な性格ながら、対戦相手を分析する冷静さも持ち合わせている。「イースターアナライズ」により映像を投射できる。得意技は「スクラップ・クラッシャー」。また腹部のモアイの口は真実を口にすると閉まる「虚言の口」になっている。笑い声は「モアモア」。読者投稿時の名前はモアイマン。
虚言の口でテリーマンとキン肉マンを苦しめたが、オルテガと同様、マッスルドッキングを食らいリングアウト負けした。
【個人タイトル歴】
- 南太平洋 超人スーパーヘビー級チャンピオン
- タヒチ超人空手王者

【異名】
- 血に飢えた殺戮超人
- 燻り出すビッグ・マウス

デーク棟梁（デークとうりょう）
出身 - フィンランド / 身長 - 212cm / 体重 - 151Kg / 超人強度 - 265万パワー
大工の正義超人。プラモマンと地獄のカーペンターズを組んで出場。プラモマンの巨大なプラモデルを、その巧みな技で芸術的に造り上げる。全身に工具が装備されており、それを使って多様な攻撃を仕掛ける。得意技は「ノルウェーの森の嵐」「印籠接ぎ固め」。1回戦でマッスルブラザーズ・ヌーヴォーと対戦し、不完全なマッスル・ドッキングを破るが、「マッスル・グラヴィティ」で敗れた。一人称は「おれっち」で、江戸弁で話す。性格は気性は荒いが根は優しいという典型的な江戸っ子気質で、敗北後も満足げに万太郎に握手を求めた。笑い声は「コカコカコカー」。
当初は袖口から下は工具のみのデザインだったが、マッスルブラザーズ・ヌーヴォー戦から腕も描かれた（コミックスでは一部修正されている）。
【個人タイトル歴】
- 世界超人ハードコアチャンピオン
- 北欧木工職人世界選手権（'79、'80、'81、'82）

【異名】
- 妥協なき職人仕事

プラモマン 
出身 - イギリス / 身長 - 270cm / 体重 - 102Kg / 超人強度 - 340万パワー
プラモデルのボディを持つ正義超人。「ジオラマ・センセーション」によりプラモデルの箱を口の中に入れることで、自分の体を様々なプラモデルに作り変えて闘う。右腕は接着用のボンドになっている。得意技は「ランナー葬い絞り」。笑い声は「プラプラプラー」。「ジオラマ・センセーション」によって作られたプラモデルは「蒸気機関車型」「大統領型」「潜水艦型」。この他にも「屋台型」「仏閣型」のプラモデルを所有。しかし、カオスのオタク知識により敗れる。
死皇帝（しこうてい） 
出身 - 中国 / 身長 - 210cm / 体重 - 130Kg / 超人強度 - 221万パワー
ザ・ガオンと鬼哭愚連隊を組んで出場した悪行超人。高慢かつ誇り高い性格で、一人称は「朕（ちん）」。笑い声は「ミタミタミタ」「バッハバッハ」「ポポラポポラ」。掛け声は「ポポラッパー」。得意技は「峨眉山落とし」「帝王蛇腹手」。秦の始皇帝が求めていた不老不死を自らも追求していた。
1回戦でジ・アドレナリンズと対戦し、「超人凌遅刑」によってロビンマスクを大いに苦しめたが、最後は「アドレナリン・ブリッジ」を食らい逆転KO負けし、その際ヒゲが真っ白になり一気に老化する。
【個人タイトル歴】
- 中国超人武術天下壮士（横綱）
- 超人アームレスリングチャンピオンV10

【異名】
- 死を呼ぶ冥府の皇帝

ザ・ガオン 
出身 - 中国 / 身長 - 182cm / 体重 - 76Kg / 超人強度 - 700万パワー
死皇帝の家臣的存在の悪行超人。拳法着に虎のマスクを被っている。掛け声は「ガオガー」。モンゴル相撲で鍛えた腰と腕力を生かして闘う。得意技は「ガオンライド」。
血煙・牙怨竹蜻をロビン&キッド版「タッグフォーメーションA」で破られて失神KO。さらに自らの技の反動で全身火傷を負う。
【個人タイトル歴】
- 全宇宙超人散打チャンピオン

【異名】
- 残虐モンゴル相撲の達人

スプートニックマン 
出身 - ソビエト連邦 / 身長 - 232cm / 体重 - 181Kg / 超人強度 - 460万パワー
メテオマンとチーム・コースマスを組んで出場。クレムリンに拾われ育てられた人工衛星の超人。笑い声は「ピキピキ〜ッ」。ロケットに変形し、「墓場軌道衛星（グレイブヤードオービット）」を打ち上げることができる。1回戦でヘルズ・ベアーズと対戦し、透視能力でベルモンドの正体がウォーズマンだと見抜くが、「スクリュードライバー」で貫かれて止めを刺され、病院送りにされた。ウォーズマンの発言によるとソ連崩壊後捨て犬として死亡しているようである。
読者投稿時名は「スプートニクマン」。
【個人タイトル歴】
- 宇宙超人サンボ選手権（100kg超級 アブソリュート級2階級制覇）
- エカテリンブルグ・超人ミックスドマーシャルアーツチャンピオン

【異名】
- 墓場軌道の衛星
- グレイブヤード・オービットの操縦者

メテオマン 
出身 - ソビエト連邦 / 身長 - 196cm / 体重 - 160Kg / 超人強度 - 220万パワー
クレムリンに拾われ育てられた隕石の超人。得意技は隕石に変形する「隕石砲（メテオプーシカ）」。笑い声は「ゾッゾッゾッゾッ（『週刊プレイボーイ』掲載時）」「ヌラヌラ〜ッ」。スプートニックマン共々「テディー・クラッシャー」に掛けられ一回戦敗退した。
読切作品『ウォーズマンビギンズ』ではスプートニックマンと共に量産されたロボ超人兵士の一人として想像図に描かれている。
【個人タイトル歴】
- 太陽系バーリトゥードチャンピオン

字・アルファベット 
出身 - イギリス / 身長 - 205cm / 体重 - 88Kg / 超人強度 - 260万パワー
全身にアルファベットがついた超人。マスターシャッフルとイリュージョンズを組んで出場。攻撃や自分の感情や容態により体中のアルファベットの配置が変わる。笑い声は「ジジジジーッ」。得意技は「殺人PUNCH」。
出場チーム選定間引きマッチで世界五大厄と戦い、パートナーのマスターシャッフルが倒れたので本来は失格のはずだったが、そのまま「死時計の刻印」に捕らえられ身体にDEATHの字を残し死亡した。
【異名】
- カードと繰り出す死の配列

マスターシャッフル 
出身 - アメリカ合衆国 / 身長 - 262cm / 体重 - 72Kg / 超人強度 - 325万パワー
トランプのボディを持つ。自分の体を自在に分離や組み換えができる「シャッフル・ボディ」を持つ。掛け声は「ペラペラ〜ッ」。笑い声は「シャラシャラシャラ」。
五大厄災に戦いを挑むが字・アルファベットに先んじて殺害され発火、炎上した。
ネオ・ショパン 
出身 - ポーランド / 身長 - 188cm / 体重 - 83Kg / 超人強度 - 74万パワー
貴族風の超人。ローズマンとセレブリティーズを組んで出場。相手の悲鳴を聞くと葬送曲が浮かびだす危険な思考の持ち主。得意技は「音符鎌（ノウト・シックル）」。笑い声は「ミラミラ〜ッ」。
間引きマッチでザ・マシンガンズと戦い、音符鎌をテリーマンに仕掛けたが腕ずくで外され、「マッスル・ドッキング」のドライバーに掛けられて敗北。
【異名】
- 奏でる断末魔の葬送曲

ローズマン 
出身 - フランス / 身長 - 232cm / 体重 - 121Kg / 超人強度 - 86万パワー
バラの超人。得意技は「バンパイアローズ」。笑い声は「フホフホフホ」。
バンパイアローズをキン肉マンに破られ、逆に「マッスル・ドッキング」のバスター部分に掛けられた。
ゴリマックス 
出身 - スーダン / 身長 - 210cm / 体重 - 550Kg / 超人強度 - 300万パワー
ゴリラのような獣人型超人。サバンナとジャングルブックスを組んで出場。掛け声は「ゴッホーッ」。間引きマッチでヘルズ・ベアーズに倒され、失格となる。
サバンナ 
出身 - ルワンダ / 身長 - 235cm / 体重 - 320Kg / 超人強度 - 387万パワー
原人型超人。掛け声は「パピペ〜ッ」。ゴリマックス共々ヘルズ・ベアーズに倒され、失格となる。

### その他の超人（究極の超人タッグ編）
キラーシールド 
出身 - ケニア / 身長 - 184cm / 体重 - 210Kg / 超人強度 - 60万パワー
間隙の救世主と戦った悪行超人。
学研の図鑑『キン肉マン「超人」』では正義超人に分類されている。
オクトパス・アーミー 
出身 - フランス / 身長 - 188cm / 体重 - 88Kg / 超人強度 - 88万パワー
間隙の救世主と戦った悪行超人。
ザ・コムソウ 
出身 - 日本 / 身長 - 189cm / 体重 - 96Kg / 超人強度 - 56万パワー
間隙の救世主と戦った悪行超人。
学研の図鑑『キン肉マン「超人」』では、正義超人に分類されている。
スタンガン 
出身 - ブラジル / 身長 - 220cm / 体重 - 325Kg / 超人強度 - 140万パワー
間隙の救世主と戦った悪行超人。
ザ・神社マン 
出身 - 日本 / 身長 - 235cm / 体重 - 118Kg / 超人強度 - 800万パワー
間隙の救世主と戦った悪行超人。
プリンス・カメハメ 
キン肉マンの師。夢の超人タッグ・トーナメントで絶命し埋葬されたが、万太郎を鍛えるために亡霊として登場する。
マスクド・アラジン 
出身 - サウジアラビア / 身長 - 193cm / 体重 - 121Kg / 超人強度 - 40万パワー
トロフィー球根と国のために、究極の超人タッグに出場しようとした超人。笑い声は「ニュニュニュ」。時間超人の奇襲の前に敗北する。得意技は「マホ〜ミックラリパパタ〜」と唱えて放つ「アラビアンスモーク」。
ブキャナン 
出身 - サウジアラビア / 身長 - 168cm / 体重 - 75Kg / 超人強度 - 35万パワー
マスクド・アラジンと共に、究極の超人タッグに出場しようとした超人。笑い声は「キョホホホ」。時間超人の奇襲の前に敗北する。得意技は自身の目玉を飛ばす「ブキャナンズアイ」。
イリューヒンの父
イリューヒンの回想にて登場（21世紀では故人）。体は迷彩柄で、髭を生やしている。幼いイリューヒンに「友情（ドルージバ）」の大切さを説いた。
読切作品『ウォーズマンビギンズ』では、量産されたロボ超人兵士の一人として想像図に描かれている。
ザ・ヘクトパスカル 
出身 - ベトナム / 身長 - 178cm / 体重 - 210Kg / 超人強度 - 1000万パワー
天気図の超人。リザーブマッチエントリーに悩んでいた。
老酒男（ラオチューマン） 
出身 - 中国 / 身長 - 174cm / 体重 - 86Kg / 超人強度 - 96万パワー
頭に酒と書かれたひょうたんを持っている超人。ザ・ヘクトパスカルとコンビを組んでいる。
クレーンマン 
出身 - アラブ首長国連邦 / 身長 - 2〜35m / 体重 - 3t / 超人強度 - 220万パワー
クレーンの超人。リザーブマッチのために招集され、川崎球場に座っていた。
ハンマーマン 
出身 - ノルウェー / 身長 - 230cm / 体重 - 800kg / 超人強度 - 500万パワー
ハンマーの超人。リザーブマッチエントリーに悩んでいた。間隙の救世主と戦った悪行超人の中にも、彼の姿がある。
ザ・ヘルシーエンジェルス 
出身 - ホンジュラス / 身長 - 170cm / 体重 - 55kg / 超人強度 - 83万パワー
健康青汁と書かれた牛乳パック型の超人。ハンマーマンとコンビを組んでいる。
このほか、リザーブマッチのエントリー席には、超人募集で選ばれた多くの超人が待機していた。
バインセオマン 
出身 - ウルグアイ / 身長 - 188cm / 体重 - 91kg / 超人強度 - 87万パワー
宇宙超人タッグトーナメント中南米予選に出場した超人。ヘブン・ゴーストとコンビを組んでいる。暴風雨隊（トルメンターズ）のオルテガ&モアイドンに惨殺される。
ヘヴンゴースト 
出身 - パラグアイ / 身長 - 194cm / 体重 - 121kg / 超人強度 - 102万パワー
宇宙超人タッグトーナメント中南米予選に出場した超人。甲冑を纏った姿をしている。バインセオマン同様、オルテガ&モアイドンに惨殺される。
オンジーマン 
出身 - ブラジル / 身長 - 177cm / 体重 - 68Kg / 超人強度 - 68万パワー
パインセオマン&ヘヴンゴーストの師匠。惨殺された弟子たちの姿を見て逆上し、モアイドンを蹴ったために殺害される。
上記の3人は『週刊プレイボーイ』掲載時募集超人として紹介されたが、単行本では名前が削除されていた。
ジ・オクトパス 
出身 - ポルトガル / 身長 - 180cm / 体重 - 116Kg / 超人強度 - 80万パワー
究極の超人タッグを観戦していた5人の悪行超人の1人。完璧超人と時間超人のどちらかの派閥に付こうとしており、他の4人がそれぞれのもとに行った後も決めかねてその場に残っていた。
ソニック16世 
出身 - パナマ / 身長 - 240cm / 体重 - 210Kg / 超人強度 - 280万パワー
究極の超人タッグを観戦していた悪行超人の1人。ミレニアムXと共に時間超人に歓迎してもらえたかに見えたが、サンダーに背骨を折られ惨殺される。
ミレニアムX 
出身 - スウェーデン / 身長 - 198cm / 体重 - 85Kg / 超人強度 - 24万パワー
究極の超人タッグを観戦していた悪行超人の1人。ソニック16世同様、サンダーに背骨を折られ惨殺される。
ザ・ヘビースモーカー 
出身 - インド / 身長 - 173cm / 体重 - 76Kg / 超人強度 - 65万パワー
究極の超人タッグを観戦していた悪行超人の1人。ハイパーブルと共に完璧超人に付こうとするが、キン肉マンの悪口を言ったことでネプチューンマンの逆鱗に触れ惨殺される。
ハイパーブル 
出身 - ルクセンブルク / 身長 - 181cm / 体重 - 89Kg / 超人強度 - 35万パワー
究極の超人タッグを観戦していた悪行超人の1人。ザ・ヘビースモーカーと共に完璧超人に付こうとするが、ネプチューンマンのクォーラルボンバーで惨殺される。
ホーラ・アヴェニール
カオスたち正義・時間超人の一族である、アヴェニール一族の始祖。
ミニッツ・アヴェニール
カオスの父親であり、アヴェニール王国の国王。
【異名】
- 時間超人格闘術最高王者

フードの男
フードをかぶった謎の人物。新星・ヘル・イクスパンションズVS世界五大厄の対戦中に、マンモスマンに念波でアドバイスを送る。自身を「アブソリュート・フェニックス（絶対的な知性）」（『週刊プレイボーイ』掲載時では「アブストラクト・フェニックス」）と自称し、試合後マンモスマンを勧誘した。
その後、再びフードの男が現れ、万太郎にキン肉王族3大奥義の1つ「マッスル・スパーク」を取得せよとメッセージを送る。万太郎とミートは、マンモスマンを勧誘した人物とは別人と語っている。単行本24巻の中表紙では、フードをかぶった真弓の他にフードの男が2人いる。
ステップマン 
出身 - スペイン / 身長 - 128cm / 体重 - 60Kg / 超人強度 - 30万パワー
悪行超人の応援超人。階段のような姿をしている。ライトニングに踏み台にされ粉々にされる。得意技は「デス・ステアーズ」。学研の図鑑『キン肉マン「超人」』では正義超人に分類されている。
考案者は濱口優。濱口が当初描いたものは、人の背中に階段が生えているようなデザインだった。人型のステップマンは学研の図鑑『キン肉マン「超人」』で階段型のステップマンの先祖にあたると解説されている。
ソフィー
出身 - ポピュ星
サンダーの母。かつては格式高い正義超人の家の娘だったが、魔時角を用いてポピュ星にやってきた獅子型の時間悪行超人に偶々目をつけられて誘拐され、息子サンダーを設けさせられてしまう。しばらくはサンダーを普通に育てていたのだが、彼が額に生えてきた魔時角を見せたのをきっかけに、家を出てサンダーのもとを去ってしまう。
サンダーの祖母
出身 - ポピュ星
ソフィーの母でサンダーの祖母。悪行時間超人に目をつけられた娘を守ろうとするも力及ばず娘をさらわれてしまう。だが、その悪行超人と娘との間にできた孫サンダーのことは家族としての情はあり、むしろ忌まわしき出自を持つサンダーを憐れんでいる。ソフィーの家出の原因を知りたがる孫にやむを得ず出生の秘密を教えたが、それにショックを受けたサンダーは家を飛び出してしまう。

### 人間（究極の超人タッグ編）
マザー
孤児院「がきんちょハウス」の主。眼鏡をかけた老婆。雨の夜、ブタに守られ倒れていたカオスを引き取り育てる。
「シスター」とも呼ばれるが、がきんちょハウスには他にシスターが存在している。
ゲンタ
「がきんちょハウス」の孤児の一人。ハウスの子供たちの中では生意気な態度で接する。カオス同様超人に熱く、係員に頭突きして会場に押し入ったり、究極の超人タッグ2回戦でウォーズマンの体内から投げ出されたチップをリング内に侵入し持ち逃げしたこともある。
ユキ
「がきんちょハウス」の孤児の一人。ゲンタやマザーと一緒に究極の超人タッグを観戦する。
がきんちょハウスにはこのほかに、多くの少年少女がいるが、いずれも名前などは不明である。
一等マスク
ネプチューンマンの偽者レスラー。インチキ超人レスリングのリーダー格。逆上してショーを台無しにしたカオスに殴りかかるが、万太郎とカオスに倒される。後に他の仲間たちと共にマッスルブラザーズ・ヌーボーのスパーリングパートナーを買って出た。得意技は「アックスボンバー」。「イットウショ〜ッ!」が口癖。
カレー・ルー・テーズ
インチキ超人レスラーの一人。ショーでは凶器で殴りかかっていたが、一等マスクに倒される。
ビーフマン
バッファローマンの偽者レスラー。インチキ超人レスラーの一人。逆上してショーを台無しにしたカオスに殴りかかるが、万太郎により倒される。看板ではタンクトップ姿だったが、実際は斑模様である。得意技は「ハリケーンジューサー」。
ロビンマウス
ロビンマスクの偽者レスラー。インチキ超人レスラーの一人。ショーを台無しにしたカオスを押さえつけるものの、一等マスクのアックスボンバーに当たってしまいダウン。
湯麵男（タンメンマン）
ラーメンマンの偽者レスラー。インチキ超人レスラーの一人。長い三つ編みが特徴。バトルロイヤルではルピーン似（名称不明）の超人と闘っていた。カオスとのスパーリングではビーフマンと共にロングホーントレインを披露した。
『週刊プレイボーイ』掲載時は当初「冷麵男（レーメンマン）」と紹介されていた。
ザ・天むす
天むすマンとも呼称。ザ・魔雲天の偽者レスラー。実際は人間が3人入っているハリボテである（足が4本出ている）。万太郎とカオスのツープラトンブレーンバスターにより破壊されてしまう。
川崎くん
カオスの友人。超人タッグトーナメントの最中、風で飛んできたグレートマスクをカオスと同時につかむが、カオスに暴行を加えられ眼窩底骨折で入院。その後絶縁状態になる。カオス同様オタクであり、一緒に汽車の写真を撮ったりしていた。究極の超人タッグ当日では、蔵前国技館にてキッドの投げたマスクをつかんでいる。
Dr.TAKEI
アリサの主治医の老医師。容態が急変したアリサを治療するために奮闘する。
名前は単行本23巻の中表紙にて判明、冷静な判断力から「Dr.ボンベの再来」と謳われている。

## スピンオフ テリー・ザ・キッドの夜明け登場人物
暴留渓（ボルケーノ） 
出身 - アメリカ合衆国 / 身長 - 260cm / 体重 - 800Kg / 年齢 - 10歳 / 超人強度 - 100万パワー
悪魔超人ザ・魔雲天の息子。父から超人柔術のテクニックを伝授されている悪魔柔術超人。超人学校に転入し、超人レスリング部キャプテンであるキッドとパロ・デュロ・キャニオンの断崖絶壁マッチで対戦する。得意技は「飛びつき腕十字」「回転地獄締め」「火山大噴火（ボルケーノイラプション）」「マグマ灼熱落とし」。
フレアーマン 
出身 - アメリカ合衆国（テネシー） / 身長 - 172cm / 体重 - 75Kg / 超人強度 - 55万パワー
超人レスリング部部員。派手な出で立ちをしており、戦いにショーマンシップの要素を取り入れているが、柔術をもとにした地味な関節技を好む。
ニックマン 
出身 - アメリカ合衆国（ニュージャージー） / 身長 - 168cm / 体重 - 62Kg / 超人強度 - 52万パワー
超人レスリング部部員。右腕が毒針になっている。天才的なレスリングセンスの持ち主だが、自信が無く毒針攻撃を軸に据えた戦法をとる。

## アニメ版・劇場版オリジナルの登場人物
レニー・ハート
声 - レニー・ハート
『キン肉マンII世 ULTIMATE MUSCLE 2』第9話に登場。独特のコールにより、万太郎とケビンの紹介を行った。
ケン助
声 - 野田順子
劇場版第一作に登場。正義超人に憧れている。ザ・犀暴愚に人質にされそうになるが、ミートに助けられる。
ダレナンダ
声 - 中川亜紀子
劇場版第二作『マッスル人参争奪！超人大戦争』に登場。エニホエア共和国の姫。マッスル人参を正義超人に預けるために、豪華客船・ローズバド号で日本に向かっていた途中、バロン・マクシミリアン率いる残虐超人軍団に船を乗っ取られて人質にされたが、ケビンマスクに救出され、キン肉万太郎とバロンの戦いを見守る。
アレナンダ
声 - 浦和めぐみ
劇場版第二作『マッスル人参争奪！超人大戦争』に登場。ダレナンダ姫の従者。バロン一味に乗っ取られたローズバド号から一人逃れ、さらわれたダレナンダ姫の救出を万太郎たちに依頼する。
以下の6人はTV版に登場し、その内の3人はゲーム『キン肉マンII世 新世代超人VS伝説超人』にも登場している。
プリプリマン 
声 - 置鮎龍太郎
カメルーン出身。テレビシリーズに登場した最凶悪行超人軍団の一人。
キン肉マンの登場人物#プリプリマンおよびキン肉マンII世〜オール超人大進撃〜#d.M.p編も参照。
顔が臀部のようになっている。笑い声は「デーンブッブッブ」。エル・カエルーンとタッグを組み、2つの大脳による心理戦でガゼルマン&セイウチンを「やられ超人」となじるが、最後はガゼルマンのサバンナヒートにより敗れる。得意技は「オケツ・ドライバー」「ガス・エクスプロージョン」「プリペラ・アーム」。
ザ・犀暴愚 
声 - 大塚明夫 / 江川央生（TV版）
劇場版第1作に登場。卑劣な性格で、鋭い角と鎧で覆われた強靱な体を持つ巨漢。宇宙を渡り歩く超人でミートを人質に万太郎に戦いを申し込んできた。当初は優勢に試合運びを進めていたが、キッドたちに受けた攻撃で自慢の角を破壊され、キン肉バスターで止めを刺される。
テレビシリーズでは最凶悪行超人軍団の一人として登場。バロン・マクシミリアンの忠実な部下として彼とタッグを組み、万太郎・ケビン組と戦う。ケビンのビッグベン・エッジで敗れたと思われたが、カウント20を過ぎていたため、両者リングアウトの引き分けと判定される。得意技は「グレイトサイクロン」、「ロケットパンチ」。
元々は前作の読者応募の超人。キン肉マンII世〜オール超人大進撃〜#d.M.p編も参照。
バロン・マクシミリアン 
声 - 郷田ほづみ / 乃村健次（TV版） / 増谷康紀（ゲーム版）
出身地 - ノルウェー / 超人強度 - 137万パワー
劇場版第2作『マッスル人参争奪!超人大戦争』に登場。ローズバド号を襲撃した残虐超人のリーダー。万太郎との戦いではマッスル人参を食したことでパワーアップし、追い詰めるが最後は渾身のキン肉バスターに敗れる。
テレビ版では最凶悪行超人軍団のリーダーとして登場し、万太郎と対戦。2段階変化をし、万太郎を寄せ付けない圧倒的な強さを持つ。勝利を確信したが、あの世からの皆の声援、ミンチとザ・ニンジャに諭され復活した万太郎のマッスル・ミレニアムで富士山の外まで吹き飛ばされ敗れる。なお、落下しながら凛子の入ったカプセルを爆発させるなど、往生際の悪いところも見せた。得意技は「インビジブルファング」「バロン・トルネード・ボム」「ハイパートルネードボム」「シャドウオブデス」（ゲームのみ）。元々は、ゲームキューブ用ソフト『キン肉マンII世 新世代超人VS伝説超人』で登場した隠し応募超人の一人。
ダズル 
声 - 島田敏 / 松本大（TV版） / 野島健児（ゲーム版）
出身地 - インドネシア（バリ） / 超人強度 - 130万パワー
劇場版第2作『マッスル人参争奪!超人大戦争』に登場した残虐超人で、テレビシリーズでは最凶悪行超人軍団の一人として登場。劇場・アニメ版共にキッドと対戦。テリー一族を地味な超人と馬鹿にするが、最後は本気を出したキッドに敗れる。得意技は「ファイナルフィスト」「イリュージョンアイ」「ダズルスパイダースレッド」（ゲームのみ）。元々は、ゲームキューブ用ソフト『キン肉マンII世 新世代超人VS伝説超人』で登場した隠し応募超人の一人。
【異名】
- 忠実なるバロンのしもべ

ザ・プロテクター
声 - 太田真一郎
劇場版第2作『マッスル人参争奪!超人大戦争』に登場した残虐超人で、テレビシリーズでは最凶悪行超人軍団の一人として登場。全身鎧兜で覆われた頑丈な巨体を誇る超人だが、脇や顎の下は無防備。笑い声は「ギ〜ロロロ」。劇場版ではエル・カエルーンとのタッグでガゼルマンと、アニメ版ではダズルとのタッグでジェイドと対戦。得意技は「メガ・プレッシャー」（映画版では「シェル・プレッシャー」）。元々は、ゲームキューブ用ソフト『キン肉マンII世 新世代超人VS伝説超人』の隠し超人応募で落選した超人。
【異名】
- 超ヘビー級重戦車

エル・カエルーン 
声 - 高戸靖広 / 平田広明（ゲーム版）
出身地 - メキシコ / 超人強度 - 105万パワー
劇場版第2作『マッスル人参争奪!超人大戦争』に登場した残虐超人で、テレビシリーズでは最凶悪行超人軍団の一人として登場。忍者のような服を着たカエル型超人。語尾に「〜ケロ」と付く。劇場版、アニメ版共にセイウチンと対戦。劇場版ではガゼルマンとセイウチンのタッグ技「スパイラル・トーピードー」の前に敗れる。アニメ版ではプリプリマンとタッグを組み、セイウチンの母親や妹のドロシーを池に落とすなど卑劣な戦法でセイウチンを苦しめる。最終的には卑怯な戦いに怒り乱入したチェック・メイトと2人を無事救出したセイウチンの前に敗れる。得意技は「フライングフロッグアタック」「ケロベロスアタック」「インフラントボマー」（ゲームのみ）。元々は、ゲームキューブ用ソフト『キン肉マンII世 新世代超人VS伝説超人』で登場した隠し応募超人の一人。
弾超人 / 大砲超人
声 - 服巻浩司（弾超人） / 嶋田隆司（ゆでたまご）（大砲超人）
劇場版第二作『マッスル人参争奪!超人大戦争』に登場。バロン・マクシミリアンの部下で、ローズバド号に近付いた万太郎を撃ち落とした。

## ゲームオリジナルの登場人物

### 『キン肉マンII世 新世代超人VS伝説超人』
アルティメノイド 
声 - 佐藤正治
出身地 - アフガニスタン / 超人強度 - 120万パワー
隠し応募超人。最新の技術により作られたロボ超人で、機械には解析不能とされていた火事場のクソ力がプログラムされている。得意技は「アルティメットクラッシュ」。
ウェポンマン 
声 - 川津康彦
出身地 - スーダン / 超人強度 - 127万パワー
隠し応募超人。大柄で屈強なレンガ状のボディを持つ傭兵超人。全身に数々の武器を備えている。得意技は「マッドクラッシュハンマー」。
イエティ 
声 - 郷里大輔
出身地 - ヒマラヤ山中 / 超人強度 - 125万パワー
隠し応募超人。名前の通りのイエティの超人。極寒の地から4万年の眠りから目覚めた。怪力自慢でその力はマンモスを一撃で倒すほど。得意技は「イエティスクリューハンマー」。
ココナッツマン 
声 - 中井和哉
出身地 - サモア / 超人強度 - 112万パワー
隠し応募超人。ヤシの超人。故郷の南の島では王様として崇められており、性格はとても穏やか。ヤシの木を軽く引っこ抜く怪力を持っている。得意技は「スーパーココナッツドロップ」。
クレセント・ハーツ 
声 - 遠近孝一
出身地 - ギリシャ / 超人強度 - 115万パワー
隠し応募超人。スマートな身のこなしと美しい顔立ちからどこかの星の王子様との噂があるが、そのファイトは激しく残忍。得意技は「クレセントシャドウ」。
チワワマン 
声 - 吉田小南美
出身地 - トリニダード・トバゴ / 超人強度 - 93万パワー
隠し応募超人。チワワの超人。見る者を癒してしまう新しいタイプの超人だが、高い潜在能力を秘めている。得意技は「スペシャルチワワボマー」。
パンダマン 
声 - 大場真人
元は『ONE PIECE』の作者尾田栄一郎が制作した悪魔超人。「〜ササ」が口癖。悪魔超人なのに「友情パワー」という言葉をよく使う。得意技は「ジャイアントパンダデスロック」。

### 『キン肉マンII世 超人聖戦史』
キン肉マンII世 超人聖戦史も参照。
ザ・マスク
本作の主人公。ヘラクレス・ファクトリー第三期生。選択肢によって属性が「正義」「中立」「悪行」の3タイプに分かれる。必殺技は「ストレッチング・トマホーク」「スコーピオンバスター」。
時の神
超人の神の1人であり、本作の黒幕。空間を歪ませて、新世代超人たちを初代『キン肉マン』の時代にタイムスリップさせる。

## 小説版オリジナルの登場人物
スパイダー
集英社スーパーダッシュ文庫版に登場。ヘラクレス・ファクトリー一期生Eクラス。手足が長く、関節技が得意な超人。ファクトリーの敷地内の公園でアラクネに急襲され、身体を乗っ取られる。スパイダーになりかわったアラクネは、バーバリアン、ジャイロ、ゴージャスマン、アポロンマン、ナムル、マグネットンらを従え、ファクトリー内で一大派閥「革命軍」を築く。
マグネットン
身長 - 172cm / 体重 - 79kg
集英社スーパーダッシュ文庫版に登場。ヘラクレス・ファクトリー一期生Bクラス。スパイダーの手下で革命軍では副将軍のようなポジション。頭部のコイル部分を高速回転させることで全身の電磁パワーを操り、両腕両足のSN極を接着できる。
アラクネ
身長 - 200cm以上
集英社スーパーダッシュ文庫版に登場。新世代悪行超人。アナコンダが倒された後にファクトリーに侵入し、内部から正義超人を一掃するためにスパイダーの身体を乗っ取る。不気味な姿をした多足の虫で、強靭な糸で相手をからめとる。
ガータ
集英社スーパーダッシュ文庫版に登場。キン肉星のジュニア・スクール6年生の超人で万太郎の同級生。カシマとタミノという同級生と仲が良い。
シンズ
集英社スーパーダッシュ文庫版に登場。キン肉星のジュニア・ハイスクールの生徒で万太郎の上級生。キン肉星には珍しい不良グループのリーダー格。
マネラースネーク
ジャンプ ジェイ ブックス版に登場。元ヘラクレス・ファクトリー生徒。蛇の如き凶悪な面構えをしているが、格闘技は苦手で、一流のお笑い超人を目指している。関西弁で話す。相手の言葉を真似し、馬鹿にされると怒って突っ込みを入れる。